# Heiligenberg
Heiligenberg es una localidad y  comuna francesa situada en el departamento de Bajo Rin, en la región de Alsacia. Tiene una población de 562 habitantes (según censo de 1999) y una densidad de 103 h/km².
Su nombre significa "Monte de los Santos".
El pueblo, situado a la entrada del valle del río Bruche, es uno de los pocos pueblos alsacianos no cruzado por una carretera secundaria; se encuentra sobre una colina que domina el valle.

## Lugares de interés
- Iglesia neo-gótica Saint-Vincent con un órgano Stiehr-Mockers.
- Gruta de Lourdes, en una cavidad rocosa natural, situada en la subida de la zona oeste hacia el pueblo.

## Demografía
| 326                        | 350 | 464 | 508 | 535 | 562 |
| (Fuente: [cita requerida]) |     |     |     |     |     |